# Oregonichthys crameri
The Oregon Chub (Oregonichthys crameri) là một loài cá vây tia trong họ Cyprinidae.
Nó chỉ được tìm thấy ở Hoa Kỳ.